# Pachyptila desolata
Pachyptila desolata là một loài chim trong họ Procellariidae.